# Lysianopsis cubensis
Lysianopsis cubensis är en kräftdjursart. Lysianopsis cubensis ingår i släktet Lysianopsis och familjen Lysianassidae. Inga underarter finns listade i Catalogue of Life.